# Château de Clivoy

Le Château de Clivoy est un château français situé à Chailland, dans le département de la Mayenne et la région des Pays de la Loire. Il est situé à 2 kilomètres au Sud du bourg.

## Désignation[1]
- N. de Queveio, XIIe siècle. (Cartulaire de l'Abbaye de la Roë).
- Feodum Viviani de Quivay, 1241 (Bulletin, t. XX, p. 175).
- La chapelle de la Trinité de Clivoy, 1498 (Archives nationales, JJ. 230/a, f. 18).
- Clivoy, château, chapelle, moulin, landes de la Faveverie, au Nord ; de la Taille et de la Chasse, au Sud (Hubert Jaillot).
- Clivoy, village et moulin (Carte de Cassini).
- Clivois (Carte d'État-Major).

On prononce en Mayennais Kévay. 
La vallée de l'Ernée, sur le flanc de laquelle est bâti Clivoy, peut fournir l'étymologie Clivus, Cliviacus.

## Histoire
Narcisse Henri François Desportes signale en 1844 à Clivoie les restes d'une forteresse, entourée de fossés, ajoute M. de Serrière. L'Abbé Angot indique que rien n'y laisse supposer le châtelier ou forteresse dont parle Desportes
La terre comprenait en 1756 : « le château, le domaine, la métairie, les métairies du Boisgelin, de Marthelet, de la Jamelinière ; les fiefs de la Trinité, de la Chassebouverie, la Petite-Bignonnière, le Coudray, la Petite-Roche, le Breil, la Hamelinaie, la Primaudière et la Taille. » 
La chapelle de la Trinité dépendait du domaine. En 1609, la dame de Clivoy fut autorisée contre Gilles de Grasménil, seigneur de Boisbelin, qui se prétendait seigneur de Chailland, du chef de Marie des Vaux, sa femme, à faire repeindre contre la muraille et à l'autel de Saint-Étienne, deux écussons des anciens seigneurs de Clivoy, l'un chargé de « trois espées noires », l'autre « portant des quinte-feuilles. »

## Sources et bibliographie
- « Château de Clivoy », dans Alphonse-Victor Angot et Ferdinand Gaugain, Dictionnaire historique, topographique et biographique de la Mayenne, Laval, A. Goupil, 1900-1910 [détail des éditions] (BNF 34106789, présentation en ligne)